# Tokyo Metro série 10000
La série 10000 (10000系, 10000-kei) du Tokyo Metro est un type de rame automotrice exploitée depuis 2006 sur les lignes Fukutoshin et Yūrakuchō du métro de Tokyo au Japon.

## Description
La série 10000 est basée sur le modèle A-train du constructeur Hitachi. Elle dérive de la dernière version de la série 05 circulant sur la ligne Tōzai. Les rames sont composées de 10 voitures à l’exception de 5 rames réduites à 8 voitures pour les services interconnectées avec les lignes Tōkyū Tōyoko et Minatomirai. L'espace voyageurs se compose de banquettes longitudinales. Des sièges prioritaires sont installés aux extrémités de chaque voitures.

## Histoire
La première rame a été livrée en mai 2006 et est entrée en service le 1er septembre 2006.

## Services
Affectées aux lignes de métro Fukutoshin et Yūrakuchō, les rames circulent également sur les lignes de banlieue interconnectées :
- ligne Tōbu Tōjō,
- ligne Seibu Yūrakuchō,
- ligne Seibu Ikebukuro,
- ligne Tōkyū Tōyoko,
- ligne Minatomirai.

## Galerie photos

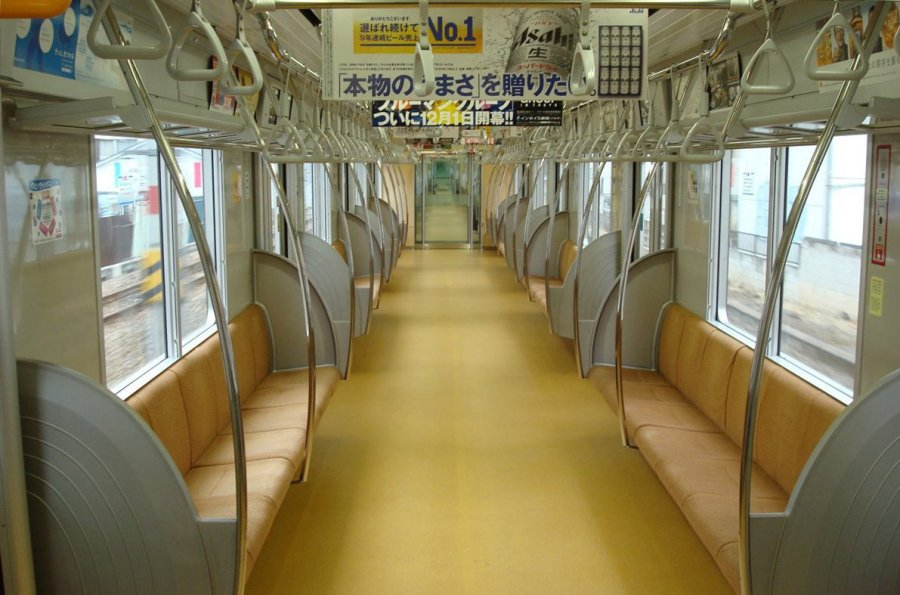
Intérieur de la rame.
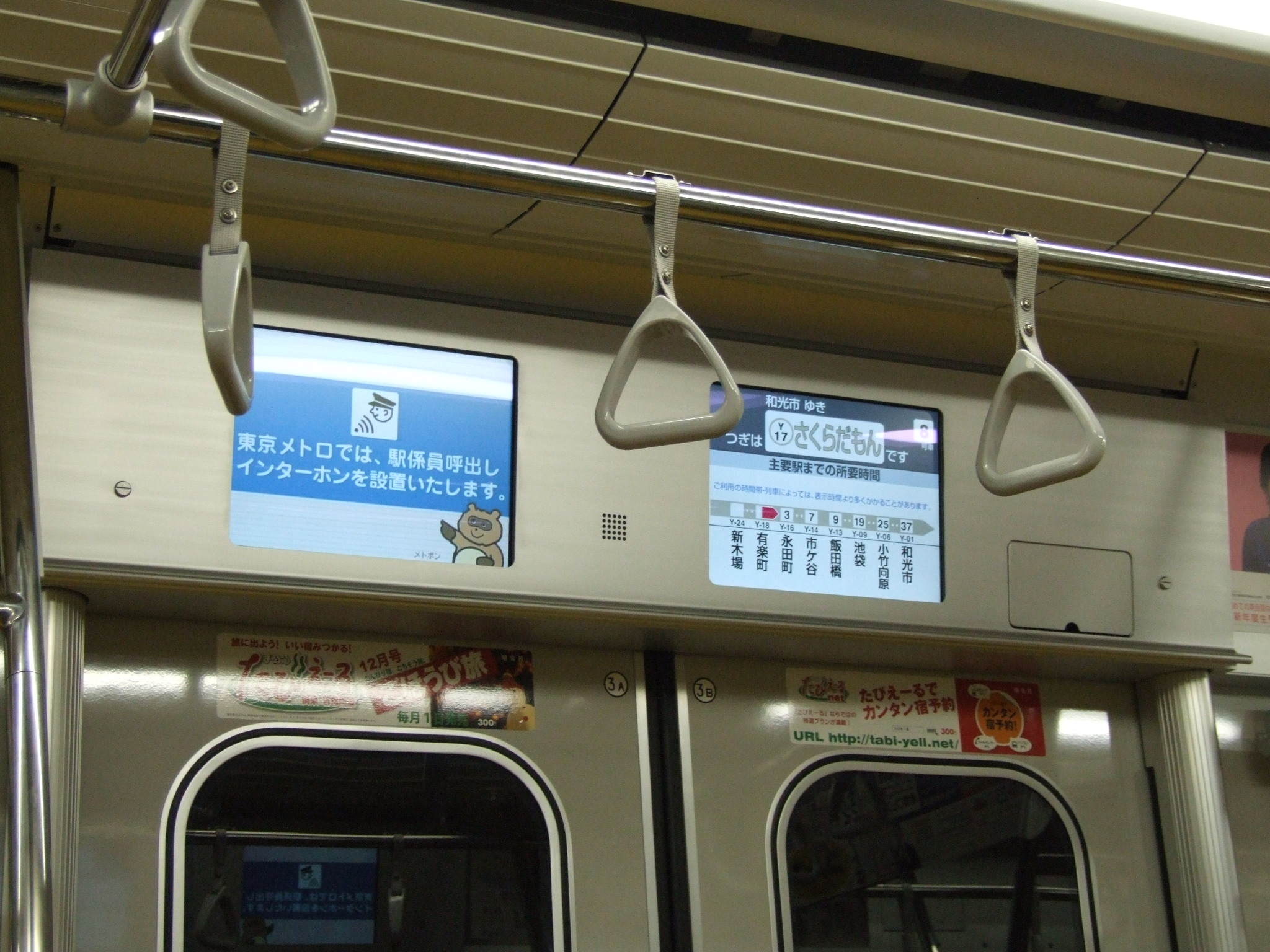
Ecrans d'information voyageurs.
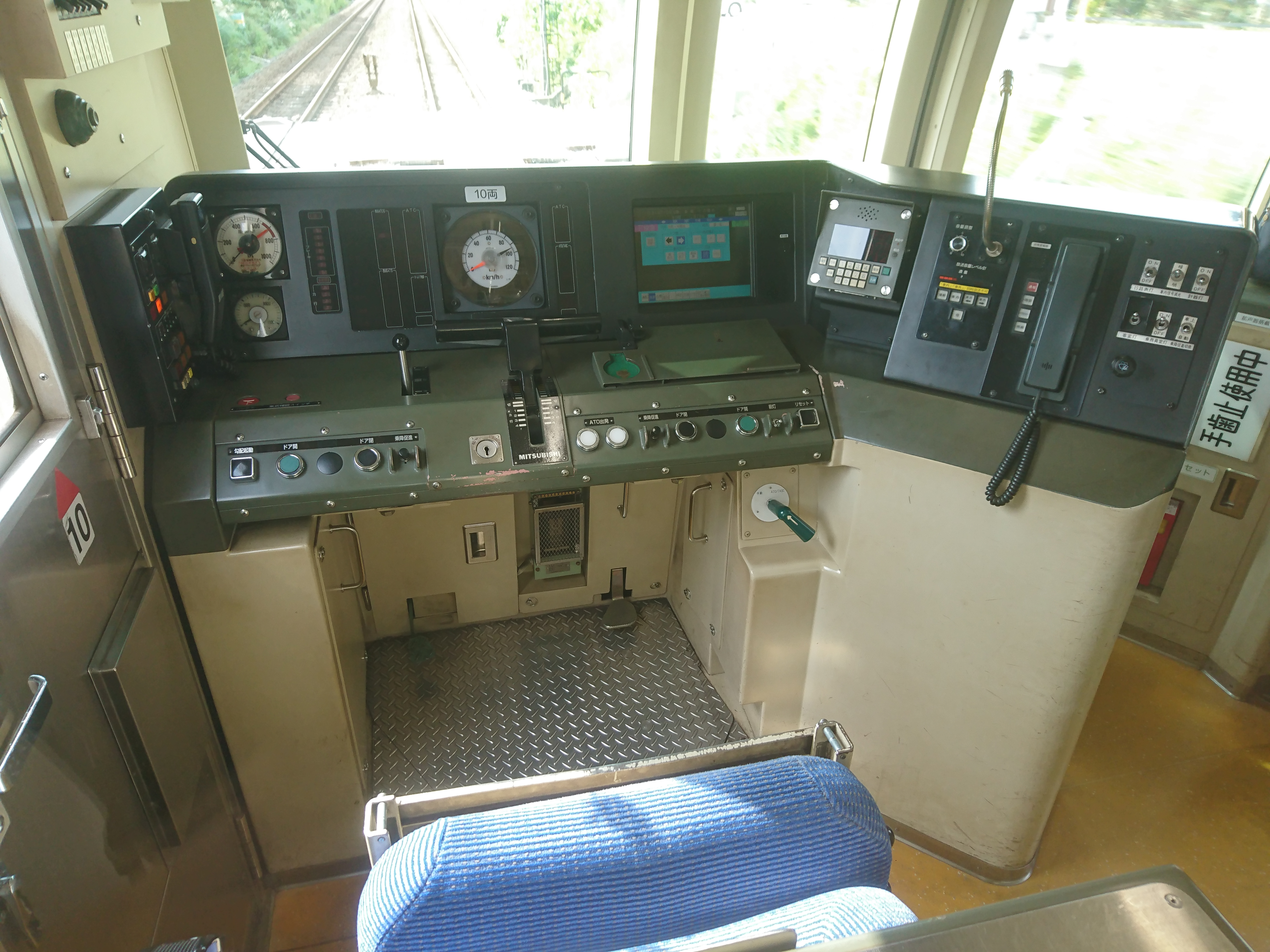
Pupitre de conduite.